# 荒川豊
荒川 豊（あらかわ ゆたか、1977年 - ）は、日本の工学者、博士（工学）。九州大学大学院システム情報科学研究院教授。通信技術、センサ、そしてデータ分析が連携したヒューマノフィリックシステムおよびユビキタスコンピューティングシステムに関する研究を専門とする。 福岡県出身。

## 人物

### 学歴
- 福岡教育大学附属福岡小学校、久留米大学附設中学校・高等学校を経て、2001年慶應義塾大学理工学部情報工学科卒業（笹瀬研究室）
- 2003年 慶應義塾大学修士課程理工学研究科開放環境科学専攻修了
- 2006年 慶應義塾大学博士課程理工学研究科開放環境科学専攻修了、博士（工学）（山中研究室）

### 職歴
- 2004年10月-2006年3月 慶應義塾大学大学院・21世紀COE研究員
- 2005年4月-2006年4月 IPA・未踏ソフトウェア・若手ユース部門・開発代表者
- 2006年4月-2009年3月 慶應義塾大学大学院・助手（山中研究室）
- 2009年3月-2013年2月 九州大学大学院システム情報科学研究院・助教（福田研究室）
- 2010年4月-2013年2月 九州大学・システムLSIセンター・助教（兼務）
- 2011年11月-2012年1月 フランス・トゥールーズ大学・ENSEEIHT・Visiting Researcher (Prof. André-Luc Beylot)
- 2012年2月-2013年1月 ドイツ人工知能研究所・DFKI Kaiserslautern・Visiting Researcher (Prof. Andreas Dengel)
- 2013年3月-2019年3月 奈良先端科学技術大学院大学情報科学研究科・准教授（ユビキタスコンピューティングシステム研究室）
- 2015年8月-現在 大阪府立大学・文書解析・知識科学研究所・客員研究員（兼務）
- 2016年4月-2019年3月 大阪大学大学院情報科学研究科招へい准教授（兼務）
- 2016年4月-2017年3月 奈良県・IoT によるデータ活用先進地域推進研究会・アドバイザー（兼務）
- 2016年4月-2019年3月 情報処理学会関西支部「行動変容と社会システム研究会」・主査（兼務）
- 2016年6月-2020年12月 一般社団法人ブロードバンド推進協議会・理事（兼務）
- 2016年7月-2019年3月 九州大学・スマートモビリティ研究開発センター・客員准教授（兼務）
- 2016年12月-2020年3月 JSTさきがけ・新しい社会システムデザインに向けた情報基盤技術の創出（総括：黒橋禎夫 ）・研究員（兼務）
- 2017年8月 -2018年7月 アメリカ・UCLA・Visiting Researcher (Prof. Mani Srivastava)
- 2019年4月-現在 九州大学大学院システム情報科学研究院・教授（ヒューマノフィリックシステム研究室）
- 2019年4月-現在 大阪大学大学院情報科学研究科招へい教授（兼務）
- 2019年4月-2021年3月 奈良先端科学技術大学院大学先端科学技術研究科・客員教授（兼務）
- 2019年4月-2020年3月 九州大学・スマートモビリティ研究開発センター・教授（兼務）
- 2021年6月-2023年6月 情報処理学会・理事
- 2022年10月-2024年9月 九州大学・総長補佐
- 2023年10月-現在 日本学術会議・連携会員
- 2023年度-科学技術分野の文部科学大臣表彰・科学技術賞、受賞。

## 研究

### 領域
- 2000年-2008年 ATM、WDM、光ネットワーク、光ネットワークを活用したアプリケーションの研究に従事
- 2009年-2012年 モバイルコンピューティング、センサネットワーク、コンテキストアウェアアプリケーションの研究に従事
- 2013年-現在 行動変容、スマートホーム、ウェアラブル、IoT、スマートシティ、eヘルスの研究に従事

### 主な受賞歴

#### 学会関係
- 2008年
  - 10月 APCC/COIN 2008 Best Paper Award
- 2011年
  - 3月 情報処理学会・山下記念研究賞
  - 6月 一般財団法人安藤研究所・安藤博記念学術奨励賞
- 2014年
  - 1月 ICMU2014, Best Poster Award
  - 9月 ACM Mobicom 2014, Mobile App Competition，2位
- 2015年
  - 6月 情報処理学会・長尾真記念特別賞
- 2016年
  - 1月 電子情報通信学会・ASN研究会・センサアプリケーションアイデアコンテスト テクニカル賞（SenStick）
  - 9月 ACM Ubicomp/ISWC2016，Best Demo Award (SenStick)
- 2018年
  - 7月 IPSJ/IEEE-Computer Society Young Computer Researcher Award
- 2019年
  - 3月 IEEE PerCom 2019 Best Demonstration Award (EmoTour)

#### 学会以外
- 2010年12月 Mashup Award 6・Yahoo!Geo Hack 賞および沖電気工業賞
- 2011年3月 フクオカRuby大賞・奨励賞
- 2011年9月 Startup Weekend・優勝
- 2014年1月 飯塚スマホアプリコンテスト2013グランプリ
- 2015年12月 ICTビジネスモデル発見＆発表会近畿大会・研究者特別賞 (SenStick)
- 2018年12月 ICTビジネスモデル発見＆発表会近畿大会・地方創生賞および全国大会出場
- 2022年3月 2021年度 第37回電気通信普及財団賞 テレコム学術研究賞
- 2023年4月 令和5年度科学技術分野の文部科学大臣表彰・科学技術賞

## 著書
- 「IoTの本」（安本慶一、松田裕貴と共著） 電気書院 2021
- 「センサと機械学習ではじめる人間行動認識」（石田繁巳、松田裕貴、中村優吾、安本慶一と共著） 電気書院 2024